# Sarcofago di Ludovico il Germanico
Il sarcofago di Ludovico il Germanico è il nome attribuito a un sarcofago rinvenuto nel 1800 durante scavi archeologici nell'abbazia di Lorsch.
Il luogo del ritrovamento e la levatura del manufatto consentono di riferirlo con ampia certezza a una delle sepolture della cripta reale, ma non è più possibile determinare con certezza se fosse il sarcofago di Ludovico il Germanico, di suo figlio Ludovico III il Giovane o di suo nipote Ugo. Il sarcofago risale alla seconda metà del IX secolo ed è una delle più importanti testimonianze scultoree dell'epoca carolingia. Oggi è esposto nell'ex Casa dell'Elettore, situata di fronte alla Torhalle.

## Storia
Il sarcofago di pregio fu scoperto nel 1800 durante uno scavo privato, pratica molto diffusa all'epoca, insieme ad altri quattro o otto sarcofagi o bare in muratura. Questo sarcofago in particolare è l'unico pervenuto del gruppo di sarcofagi ritrovati, che andarono tutti dispersi. Lo scavatore fu un sovrintendente forestale, il barone von Hausen. Dopo lo scavo, furono raccolte testimonianze oculari dell'apertura del sarcofago tra la popolazione di Lorsch. Esse riportano all'unanimità che in questo sarcofago si trovavano i resti di un uomo che indossava un abito di seta bordato d'oro, stivali e speroni. Questo indica, per l'epoca carolingia, una persona la cui importanza superava di gran lunga quella, ad esempio, degli abati di Lorsch.
Il sarcofago rimase quindi per decenni esposto nel sito dell'antica cripta reale dell'abbazia di Lorsch, in condizioni di progressivo degrado e privo di una collocazione museale adeguata.
Solo nel 1934, in concomitanza con una campagna di restauri della Torhalle, si decise di trasferire il manufatto nella cosiddetta "Casa dell'Elettore" (Kurfürstliches Haus), edificio settecentesco situato di fronte alla sala carolingia. La struttura, precedentemente residenza amministrativa, fu adattata in quell'occasione a spazio museale e destinata a custodire opere di particolare rilievo provenienti dal sito abbaziale.
Da allora il sarcofago è esposto permanentemente all'interno della Casa dell'Elettore, dove rappresenta uno dei pezzi centrali del percorso espositivo del museo di Lorsch.

## Descrizione

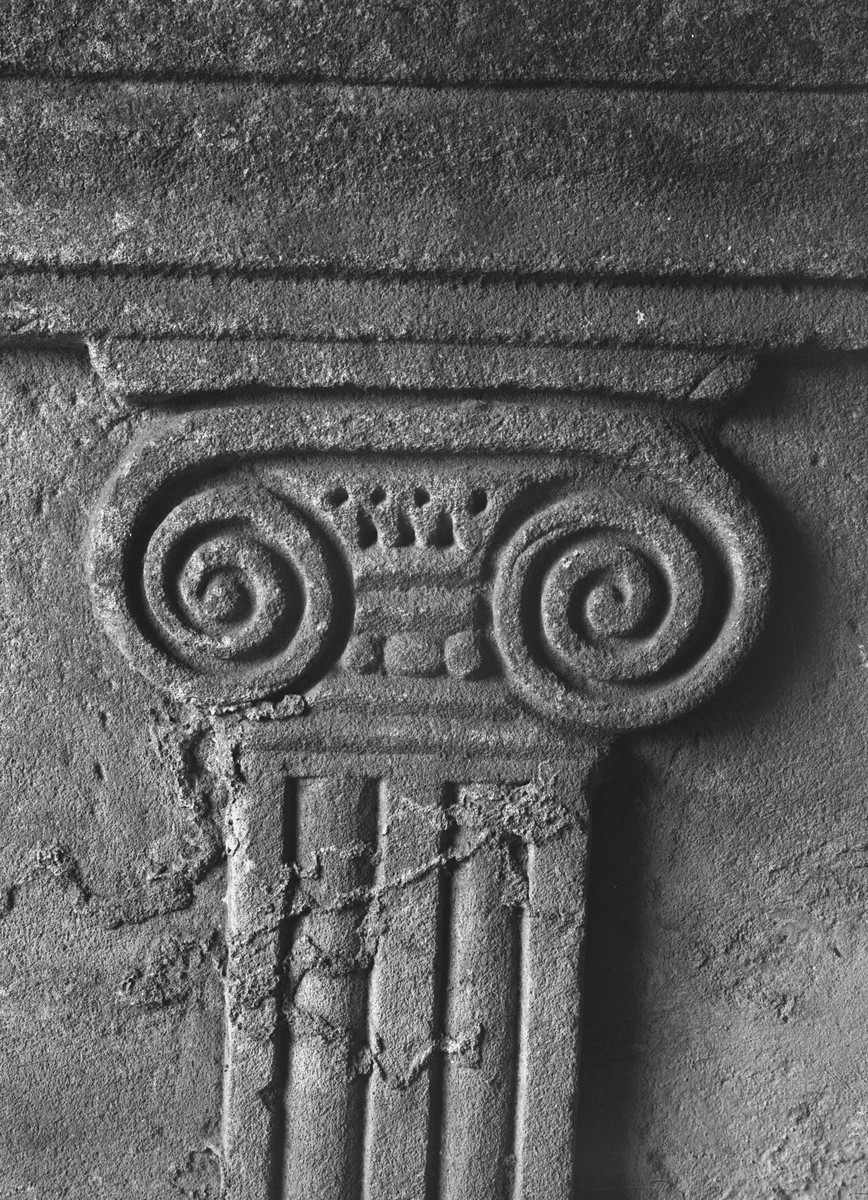
Dettaglio dell'ordine ionico

Il sarcofago è lungo 2,05 metri, largo 0,73 metri e alto 0,67 metri ed è stato ricavato da un blocco monolitico di arenaria. Lo spessore delle pareti è costante e misura 7 cm.
Le pareti longitudinali del sarcofago sono decorate con tre pilastri ciascuna, le cui fattezze sono conformi a quelle dell'ordine ionico usato nell'architettura romana. Gli stessi pilastri, in forma angolare, ornano i quattro angoli del sarcofago.

## Stile e identificazione
La letteratura più antica supponeva che in questo sarcofago fosse sepolto il conte Cancor, fondatore del monastero di Lorsch. Anche altre persone furono menzionate come possibili titolari della sepoltura. Questa ipotesi fu contestata già nel XIX secolo: Cancor morì prima del 776, mentre la data di realizzazione del sarcofago è da collocarsi oltre un secolo dopo, intorno all'anno della morte di Ludovico, il 876. Non ci sono motivi plausibili per supporre che il conte sia stato sepolto una seconda volta in un sarcofago così pregiato oltre cento anni dopo la sua morte nella cripta reale carolingia. Anche la sepoltura di abati del monastero di Lorsch è da escludere. Dalle escavazioni di Friedrich Behn negli anni 1920 si sa che questi furono sepolti esclusivamente in bare in muratura, e non è stato dimostrato archeologicamente alcun caso in cui un abate sia stato sepolto in un sarcofago ricavato da un unico blocco.
Non esistono prove scritte o inequivocabili della sepoltura di Ludovico in questo sarcofago, ma ci sono alcuni indizi che rendono altamente probabile che esso gli appartenesse. Behn ha dimostrato, attraverso le sue escavazioni e l'analisi dei piani di von Hausen, che il sarcofago fu trovato nell'area dell'antica cripta reale, l'Ecclesia varia, che al momento della morte di Ludovico non era ancora completata. Ludovico fu trasportato, su suo esplicito ordine, da Francoforte sul Meno a Lorsch dopo la sua morte il 28 agosto 876 e sepolto lì il giorno successivo. La traslazione del corpo di Ludovico da Francoforte a Lorsch nel 876 è attestata dalle fonti coeve e ha costituito oggetto di riflessione anche nella storiografia specifica. Il luogo del ritrovamento e quello della sepoltura coincidono.
È importante considerare la lavorazione del sarcofago. Nella realizzazione dei pilastri e nella levigatura delle superfici fu utilizzato uno strumento speciale: un'ascia di pietra con una larghezza di lavorazione esattamente di 4 centimetri. Questo corrisponde esattamente alle pietre lavorate con tale strumento utilizzate nella costruzione della Torhalle. Inoltre, è notevole che sia l'interno sia l'architettura esterna del piano superiore della Torhalle, costruita e completata nello stesso periodo, siano parimenti decorati con un motivo complementare all'ordine ionico di età romana. Anche questo suggerisce temporalmente un'attribuzione a Ludovico.
Inoltre la presenza dell'ordine ionico, tipico dell'architettura classica romana, potrebbe essere interpretata come un richiamo all'autorità imperiale e alla continuità con la tradizione romana, elementi che erano particolarmente significativi nel contesto carolingio per legittimare il potere dei sovrani. L'adozione dell'ordine ionico nella decorazione del sarcofago non va intesa come semplice ripresa di un modulo antico, ma come una scelta consapevole e simbolica. Secondo gli studi tale elemento stilistico è da leggere in relazione al contesto carolingio e alla volontà di connettere l'autorità regia alla tradizione imperiale romana. La stessa Torhalle, architettonicamente affine, rappresenta uno degli esempi più espliciti di architettura carolingia ispirata al classicismo, e la coincidenza tra l'apparato decorativo del sarcofago e quello della sala imperiale suggerisce un progetto unitario destinato a valorizzare la memoria di un sovrano.
Studi successivi, tuttavia, hanno valutato con maggiore cautela l'attribuzione del sarcofago al re carolingio Ludovico il Germanico.